# Budoni
Budoni (sardinsky: Budùne, Budùni) je italská obec (comune) v provincii Sassari v regionu Sardinie. Nachází se ve výšce 16 metrů nad mořem a má přibližně 5 400 obyvatel. Rozloha obce je 54,28 km².